# Yuhina à tête marron
Staphida castaniceps
Espèce
Statut de conservation UICN

 LC  : Préoccupation mineure
Le Yuhina à tête marron (Staphida castaniceps) est une espèce d'oiseaux passereaux de la famille des Zosteropidae.

## Description
Le Yuhina à tête marron mesure 13 cm. 
C'est une espèce sédentaire qui forme des groupes de 20 à 30 oiseaux.
Il a un plumage strié et une crête grise et touffue sur la tête.

## Alimentation
Cet oiseau mange des insectes qu'il trouve dans le feuillage ainsi que des baies mûres.

## Nidification
Son nid est une coupe constituée de petites herbes, de mousse, des radicelles et de feuilles mortes qu'il place dans la cavité d'une berge.

## Distribution
Son aire s'étend à travers le Bhoutan, le nord-est de l’’Inde, l'ouest du Yunnan, la Birmanie et l'ouest de la Thaïlande.